# Lespesia fulvipalpis
Lespesia fulvipalpis är en tvåvingeart som först beskrevs av Jacques-Marie-Frangile Bigot 1889.  Lespesia fulvipalpis ingår i släktet Lespesia och familjen parasitflugor. Inga underarter finns listade i Catalogue of Life.